# Ultima chiamata per Istanbul
Ultima chiamata per Istanbul (Istanbul Için Son Çagri) è un film del 2023 diretto da Gonenc Uyanik.

## Trama
Dopo essersi incontrati casualmente in aeroporto, due persone sposate trascorrono una notte indimenticabile a New York.

## Distribuzione
Il film è stato distribuito sulla piattaforma Netflix a partire dal 24 novembre 2023.